# Датско-израильские отношения
Израильско-датские отношения — двусторонние дипломатические отношения между Данией и Израилем. В настоящем времени они близки. Посол Израиля в Дании — Артур Авнон.

## История
Дания голосовала за План ООН по разделу Палестины в 1947 году и поддержала Израиль в ООН. В Иерусалиме находится памятник людям, спасшим датских евреев и школа, названная в честь Дании. В городке Эйтаним к западу от Иерусалима есть больница имени короля Кристиана Х в честь датского короля во время Второй мировой войны. У Дании есть посольство в Израиле, а у Израиля посольство в Копенгагене. Дания признала и установила дип. отношения с Израилем 2 февраля 1949 года.
С 9 апреля 1940 по август 1943 года община датских евреев была в безопасности от преследования. В мае 2005 года Дания принесла извинения за то, что посылала евреев в Концентрационные лагеря Третьего рейха. На праздновании 60-летия со дня окончания Второй мировой войны бывший датский премьер Андерс Фог Расмуссен заявил, что эти действия — позорное пятно на репутации Дании. За то, что датчане спасли почти всех датских евреев во время войны, мемориальный музей Яд ва-Шем присвоил стране звание Праведники мира.
Во время военной операции в Газе в некоторых датских городах прошли протесты, среди которых Копенгаген, Орхус и Оденсе. В Копенгагене по данным полиции перед израильским посольством протестовали 500—600 человек. 400 человек протестовали в Орхусе, и 500 в Оденсе.
Жизни некоторых политиков двух государств тесно переплетены: бывший израильский министр по социальным вопросам и делам диаспоры Michael Melchior родился в Дании и является сыном бывшего главного раввина Копенгагена Бента Мельхиора, племянником бывшего датского министра транспорта и министра туризма и связи Арне Мельхиора, и внуком Маркуса Мельхиора, шведского раввина по еврейским беженцам из Дании в 1943-45 годах. Исполнительный директор Центра Переса для установления мира в 2001—2011 гг. Рон Пундак, который играл важную роль в организации договоренностей в Осло и был одним из разработчиков Женевской инициативы — сын влиятельного датского журналиста Герберта Пундика. Израильский политик Йоханан Плезнер, бывший председатель Комитета Плезнера — сын датского архитектора Ульрика Плезнера.
В середине мая 2017 года глава МИД Дании Андерс Самуелсен посетил Израиль с официальным 36-часовым визитом. Его сопровождала делегация, в том числе Шарлотта Сленте, которая станет новым послом королевства в Израиле. В ходе визита Самуэльсен встретился с президентом Реувеном Ривлиным. В ходе встречи было сделано заявление о необходимости совместной борьбы против терроризма и экстремизма.
В начале июня 2017 года было объявлено, что датское правительство прекращает финансирование 24 палестинских организаций террористической направленности. Это стало возможно благодаря переговорам израильского премьера Нетаньяху со своим датским коллегой Ларсом Лёкке Расмуссеном и главой МИД Дании Андерсом Самуелсеном. Израильский лидер назвал это событие «выжным шагом».
В октябре 2018 года президент Израиля Реувен Ривлин посетил Данию с официальным визитом. Вместе с супругой он был принят королевой Маргрете II, а также встретился с главой правительства Ларсом Лёкке Расмуссеном. Через месяц после этого стало известно, что королевство прекращает спонсировать любые организации, ратующие за бойкот еврейского государства. Андерс Самуэльсен, глава датского МИД, объявил о публикации документа под названием «Разъяснения относительно условий поддержки Данией общественных организация Израиля и Палестинской автономии». Находящая в Иерусалиме организация «NGO Monitor» опубликовала сведения, согласно которым с 2006 по 2018 год Дания перевела израильским и палестинским организациям 12 млн долларов из общей суммы 45 млн.
В марте 2019 года Дания (в лице главы МИДа Андерса Самуэльсена) совместно с Великобританией, Австрией и Австралией заявила, что будет голосовать против всех осуждающих Израиль резолюций, рассматриваемых в рамках 7-й части повестки дня Совета ООН по правам человека.

## Сотрудничество в военной и оборонной сферах
В декабре 2019 года СМИ сообщили о том, что израильская разведка Моссад помогла предотвратить серию терактов на территории Дании и других стран Европы. Благодаря информации полученной датскими спецслужбами от израильтян была раскрыта террористическая ячейка, действовавшая на территории страны, проведены облавы и задержаны подозреваемые.
В январе 2023 года Дания закупила у Израиля артиллерийские установки ATMOS и ракеты к ним на общую сумму $260 млн. В связи с этой поставкой был раскрыт коррупционный скандал (в тендере также участвовали французские и южнокорейские системы), в результате которого министр обороны Якоб Эллеман-Йенсен уволил статс-секретаря министерства.

## Отношения Израиля и Фарерских островов
В ноябре 2019 года глава МИД Фарерских островов Йенис ав Рана заявил, что осенью 2020 года автономия намеревается открыть своё посольство в Иерусалиме. По словам политика подобный шаг поддерживают 90 % жителей островов. Открытие дипломатического представительства в Иерусалиме фактически означает его признание столицей Израиля, что идёт вразрез с настоящей официальной политикой Копенгагена и ЕС.